# Charles Jenkinson
Charles Jenkinson, 1. hrabia Liverpool (ur. 26 kwietnia 1727 w Winchesterze, zm. 17 grudnia 1808 w Londynie) – brytyjski arystokrata i polityk.
Był najstarszym synem pułkownika Charlesa Jenkinsona. Wykształcenie odebrał w Charterhouse School oraz w University College na Uniwersytecie Oksfordzkim. Studia ukończył w 1752 r. z tytułem magistra sztuk. W 1761 r. został wybrany do Izby Gmin jako reprezentant okręgu Cockermouth. W 1767 r. zmienił okręg na Appleby. Od 1772 r. reprezentował okręg wyborczy Harwich. W latach 1774–1780 był deputowanym z okręgu Hastings, a następnie z okręgu Saltash.
W 1762 r. lord Bute mianował Jenkinsona podsekretarzem stanu. Jenkinson zyskał sympatię króla Jerzego III i kiedy Bute wycofał się z polityki stanął na czele stronnictwa Przyjaciół Króla (King’s Friends) w Izbie Gmin. W 1763 r. został mianowany sekretarzem skarbu przez George’a Grenville’a. Stanowisko to utracił w 1765 r., jednak już w 1766 r. lordem Admiralicji. W rządzie księcia Grafton był lordem skarbu (1767–1772). W latach 1778–1782 był sekretarzem ds. wojny w rządzie lorda Northa. Następnie został jednym z lordów komisarzy ds. handlu i plantacji.
Kiedy premierem został William Pitt Młodszy, Jenkinson początkowo nie otrzymał żadnego stanowiska. Dopiero w 1786 r. został przewodniczącym Zarządu Handlu (do 1804 r.) i Kanclerzem Księstwa Lancaster (do 1803 r.). Otrzymał też wówczas tytuł 1. barona Hawkesbury i zasiadł w Izbie Lordów. W 1796 r. otrzymał tytuł 1. hrabiego Liverpool. Dzięki bliskim stosunkom z królem Jerzym III był dodatkowo wiceskarbnikiem Irlandii (od 1772 r.) i zarządcą tamtejszej mennicy (od 1775 r.). Zmarł w 1808 r.
Był dwukrotnie żonaty. Z pierwszego małżeństwa, z Amelią Watts, doczekał się jednego syna – Roberta, 2. hrabiego Liverpool. Z drugiego małżeństwa, z Catherine Bisshopp, miał syna Charlesa, 3. hrabiego, i córkę Charlotte, żonę lorda Verulama.